# Eisenbahnmuseum Grängesberg
Das Eisenbahnmuseum Grängesberg (schwedisch GrängesBergsBanornas Järnvägsmuseum – GBBJ) oder Lokmuseet (deutsch: „Das Lokmuseum“) liegt zwei Kilometer südwestlich vom Ortszentrum Grängesberg in der schwedischen Gemeinde Ludvika, an der Bergslagsdiagonalen in Richtung Örebro.

## Geschichte
Das GBBJ wurde 1969 gegründet, um Lok und Wagen der Trafikaktiebolaget-Grängesberg-Oxelösunds Järnvägar (TGOJ) zu bewahren. Standort sind die Lokschuppen am Güterbahnhof der Erzbahn aus dem Jahr 1928. Das Eisenbahnmuseum Grängesberg ist ein Teil des Ekomuseum Bergslagen.
Im Museum gibt es etwa 160 Schienenfahrzeuge aus den Jahren 1850 bis 1980 sowie mehrere Lokschuppen, Stellwerksgebäude sowie weitere Ausstellungen. Die Gleislänge im Bahnhof beträgt insgesamt 14 Kilometer. Das Museum verfügt unter anderem über die einzige noch fahrbereite Dampfturbinenlokomotive der Welt, die M3t nr 71 aus dem Jahre 1930. Sie wurde 1981 zum 125. Jubiläum der Statens Järnvägar (SJ) vom Museum renoviert. Der Loktyp M3t hat eine gemessene Zugkraft von 22 Tonnen und war damit Schwedens stärkste Dampflokomotive. In einem der Lokschuppen steht auch ein schienengebundener Volvo, der als Inspektionsfahrzeug diente. Es handelt sich hierbei um eine Volvo-Droschke aus dem Jahr 1953. Das Innere des Fahrzeugs bietet einen ungewohnten Anblick, denn es gibt kein Lenkrad.

## Bilder

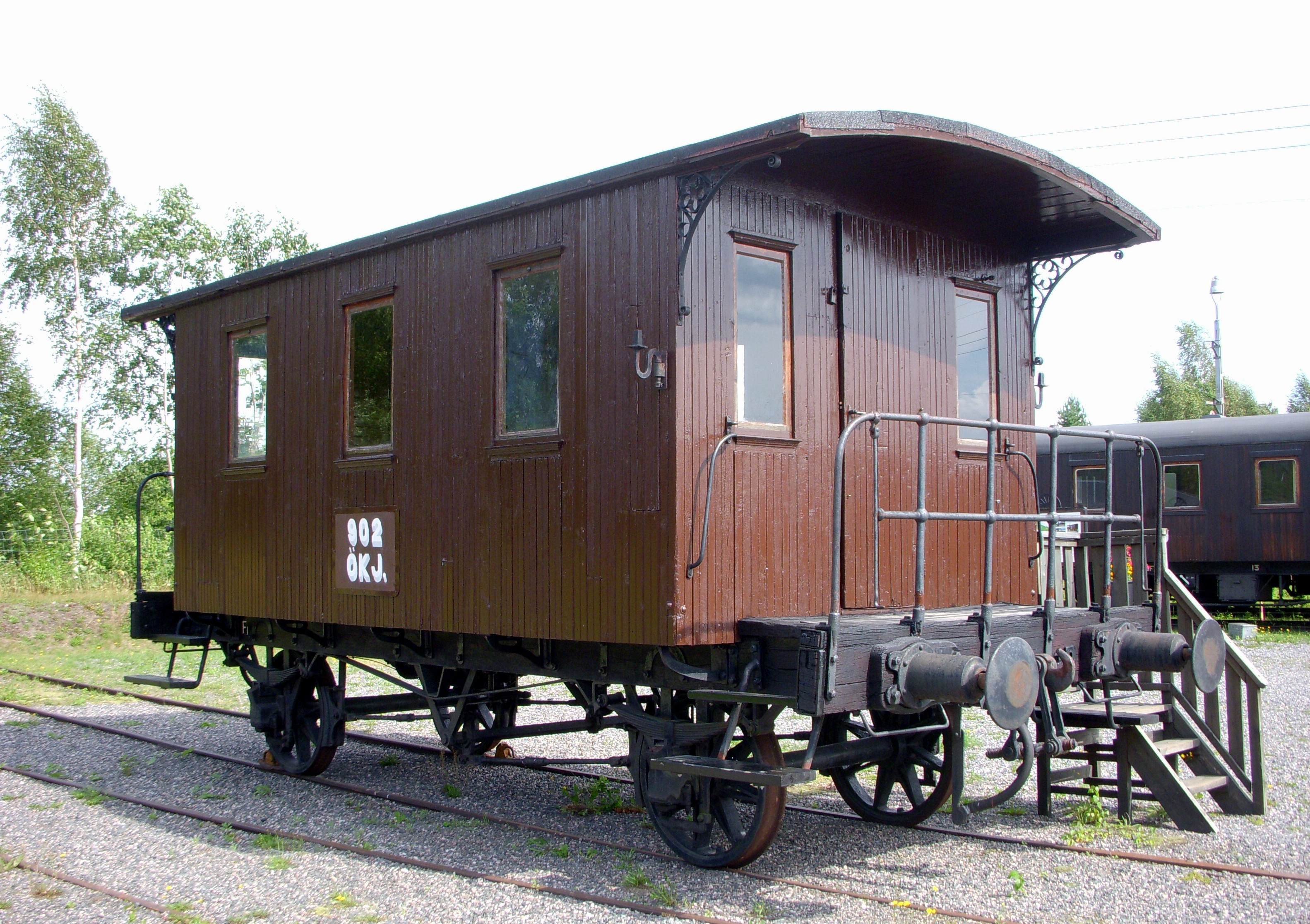
Holzwagen ÖKJ 902
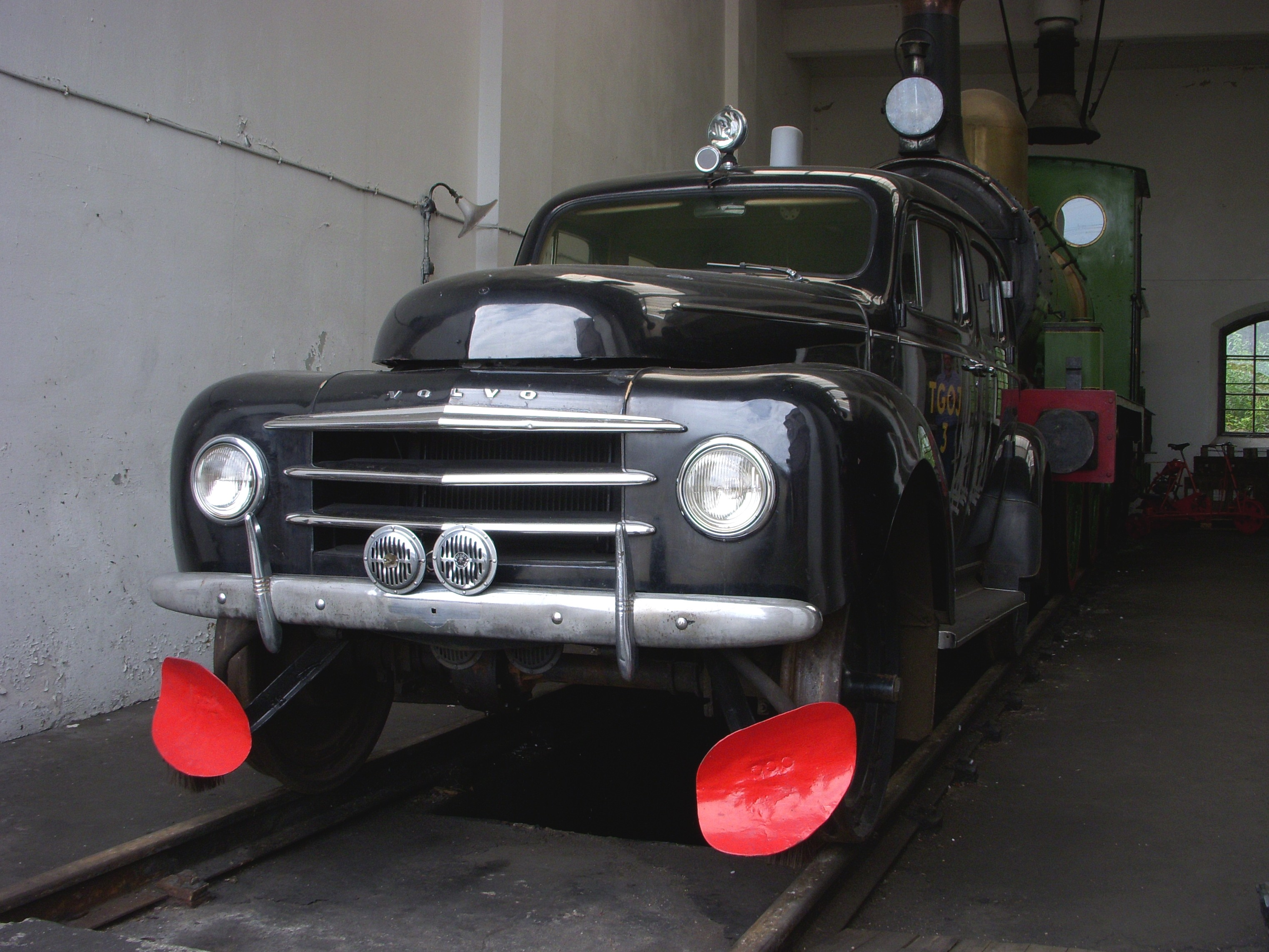
Volvo-Inspektionswagen
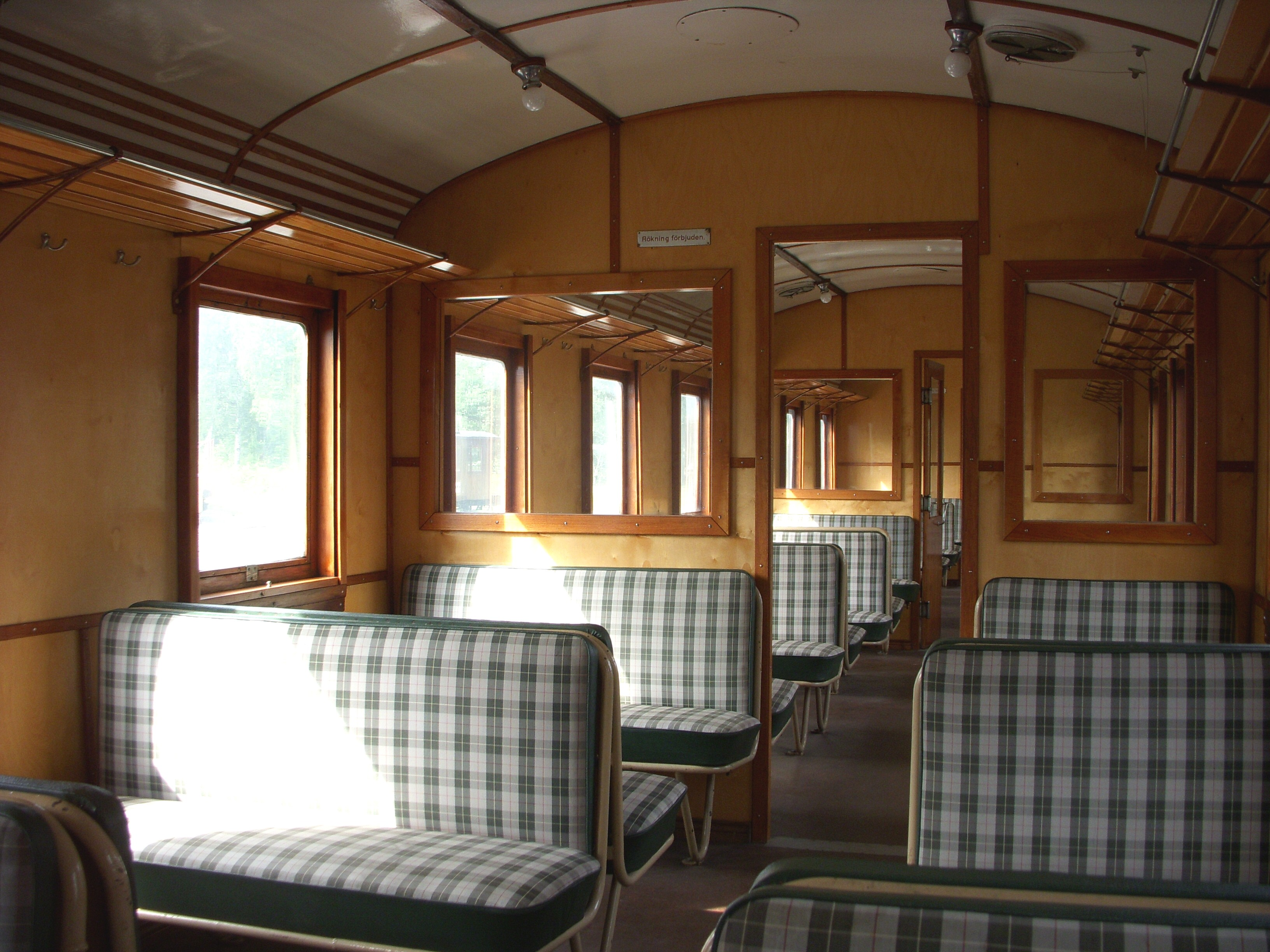
Wagen TGOJ litt Co nr 31
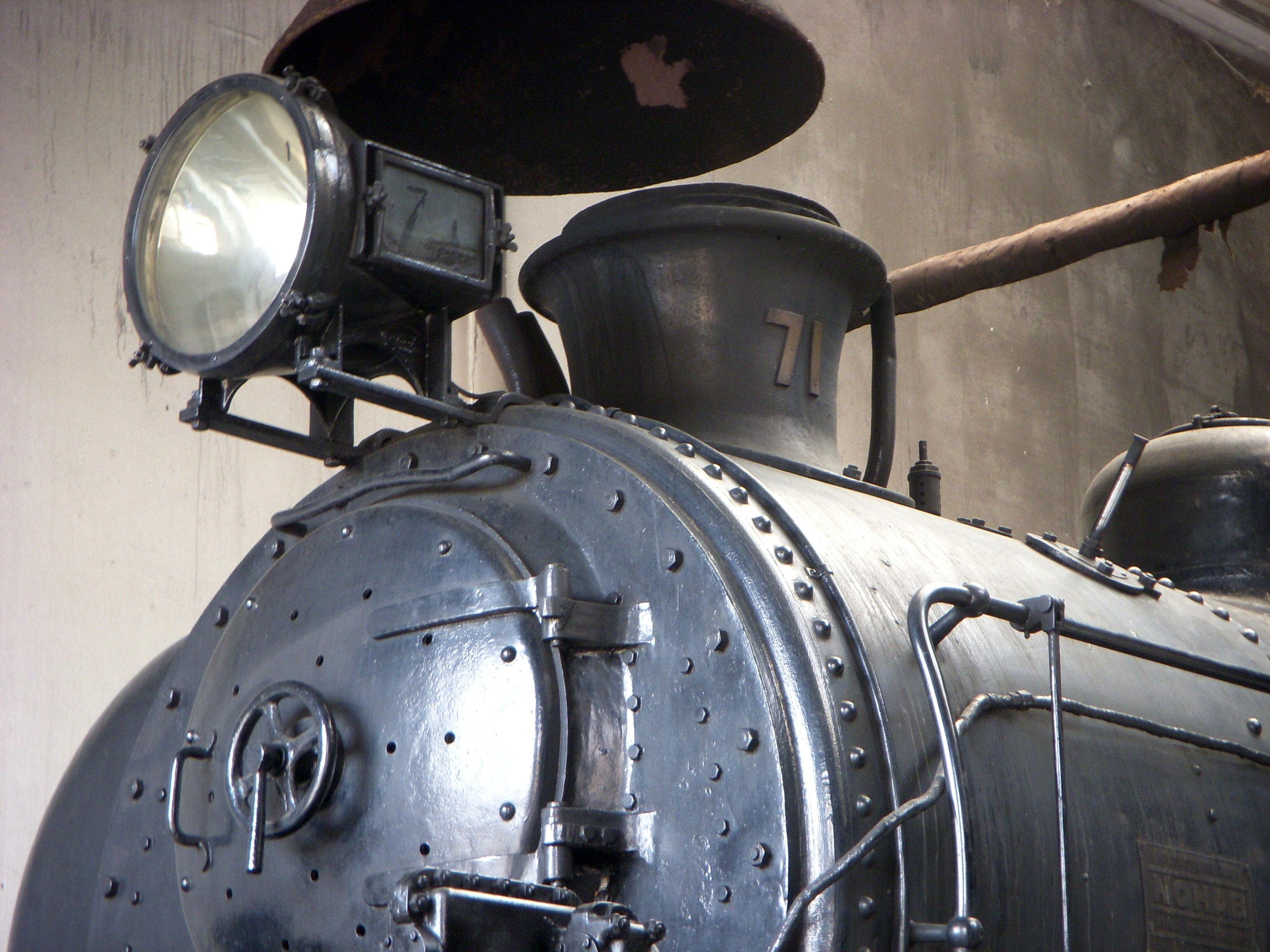
Turbinenlok M3t nr 71